# Egadyla
Egadyla is een geslacht van kevers uit de familie van de loopkevers (Carabidae). De wetenschappelijke naam van het geslacht is voor het eerst geldig gepubliceerd in 1916 door Alluaud.

## Soorten
Het geslacht Egadyla is monotypisch en omvat slechts de volgende soort:
- Egadyla antelmei Alluaud, 1916